# 나멘텡가현

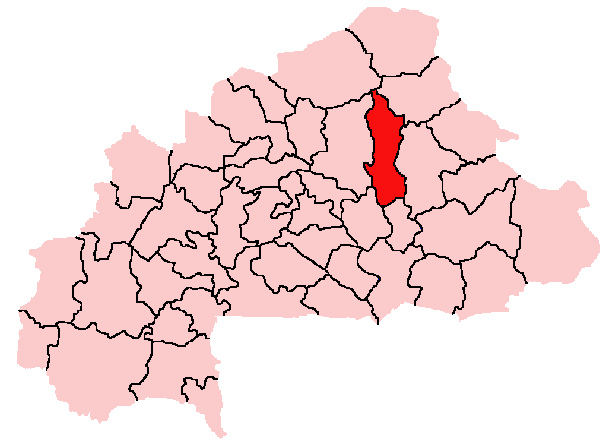
나멘텡가현의 위치

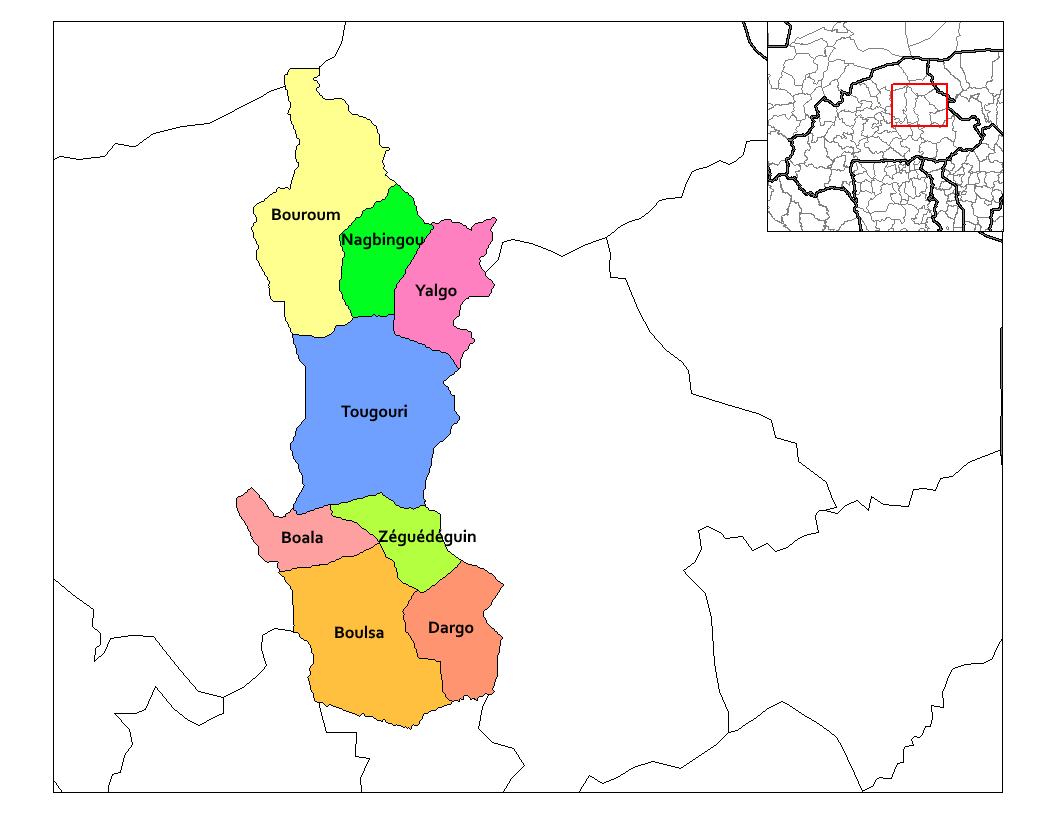
나멘텡가현의 행정 구역

나멘텡가현(프랑스어: Namentenga)는 부르키나파소 중북부주에 위치한 현으로, 현도는 불사이며 면적은 6,464km2, 인구는 327,749명(2006년 기준)이다. 8개 군(보알라군, 불사군, 부룸군, 다르고군, 나그빙구군, 투구리군, 얄고군, 제게데긴군)을 관할한다.

## 같이 보기
- 부르키나파소의 주
- 부르키나파소의 현